# Sinivie Boltic
Sinivie Boltic (ur. 2 lipca 1982) – nigeryjski zapaśnik walczący w stylu wolnym. Olimpijczyk z Londynu 2012, gdzie zajął czternaste miejsce w kategorii 96 kg.
Piąty na mistrzostwach świata w 2011. Wicemistrz igrzysk afrykańskich w 2003, 2015 i 2019, a trzeci w 1999 i 2007. Zdobył osiem medali na mistrzostwach Afryki, w tym trzy złote, w 2010, 2011 i 2012. Mistrz igrzysk Wspólnoty Narodów w 2010; brązowy medalista w 2002 i 2014 i czwarty w 2018. Wicemistrz Wspólnoty Narodów w 2013 roku.

## Turniej wLondynie 2012
| Konkurencja         | Walki        | Walki                 | Klas. końcowa |
| Konkurencja         | Przeciwnik I | Przeciwnik II         | Miejsce       |
| ------------------- | ------------ | --------------------- | ------------- |
| styl wolny do 84 kg | (wolny los)  | Nicolai Ceban (MDA) L | XIV           |